# 파이트 클럽 (웹예능)
《파이트 클럽》은 2021년에 카카오TV에서 방송된 격투 서바이벌 프로그램이다. 이성원이 최종 우승을 차지했다.